# Astegistes hallaensis
Astegistes hallaensis är en kvalsterart som beskrevs av Choi 1998. Astegistes hallaensis ingår i släktet Astegistes och familjen Astegistidae. Inga underarter finns listade.